# 2136 Jugta
2136 Jugta (1933 OC) là một tiểu hành tinh vành đai chính được phát hiện ngày 24 tháng 7 năm 1933 bởi K. Reinmuth ở Heidelberg.